# Jáki Béla
Jáki Béla (Békéscsaba, 1958. január 4.) magyar színművész.

## Életrajz
1978-ban kezdte a pályát Békéscsabán, segédszínészként. 1979-ben felvették a Színház és Filmművészeti Főiskolára. A Főiskola után a Rock Színházba szerződött, majd a Népszínház következett 3 éven át, utána a Nemzeti Színházban és a Várszínházban, valamint a Hököm Színpadon játszott. Jelenleg szabadúszó. Három nyelven beszél, és játszik. A színházi és a filmszerepek mellett, szinkron, rádió, és reklám hangalámondásokban is hallható. Gyerekkora óta intenzíven sportol, sokféle sportágban versenyzett, de a legtöbb időt a harcművészetek tanulmányozására és gyakorlására fordította. Aikidó mester.

## Színházi szerepek
A Színházi adattárban regisztrált bemutatóinak szám: 9.
- Hubay Miklós - Ránki György: Egy szerelem három éjszakája - Békés megyei Jókai Színház,
- Köves József: Nyakigláb, Csupaháj, Málészáj - Békés megyei Jókai Színház,
- Hegedüs Géza: Fehérlófia - Békés megyei Jókai Színház,
- Chaucer: Canterbury mesék - Békés megyei Jókai Színház,
- Bernstein: West Side Story - Rockszínház,
- Várkonyi-Miklós: Sztárcsinálók - Rockszínház,
- Tabi László: A tettes ismeretlen (zenés vígjáték) – Népszínház,
- Gyárfás Endre: Márkus mester ezermester – Népszínház,
- Szigligeti Ede: A mama (zenés vígjáték) – Népszínház,
- Zilahy Lajos: A Szűz és a gödölye – Népszínház,
- Ivan Bukovcan: Mielőtt a kakas megszólal – Népszínház,
- Tersánszky J. Jenő: A harmadik fiú – Népszínház,
- Zelk Zoltán: Az ezernevű lány – Népszínház,
- Peter Hacks: Amphitrion - Pataky Művelődési Központ,
- Remenyik Zsigmond: Kard és Kocka - Nemzeti Színház,
- Barta Lajos: Szerelem – Várszínház,
- Hašek: Svejk - Hököm Színpad,
- Harsányi Gábor: Meghódítjuk Amerikát (musical) - Hököm Színpad,
- Badiny Jós Ferenc - Csabai: A fokos szövetsége - Hortobágyi Szabadtéri Színpad,
- Ratkó József: Segítsd a királyt! - Hortobágyi Szabadtéri Színpad,
- Wass Albert: Ember az országút szélén - Magyar Kultúra Alapítvány Székháza
- Balogh Elemér- Kerényi Imre: Csíksomlyói passió - Pedagógus Színház, Fővárosi Művelődési Ház

## Magyar tv- és mozifilmek
- 1981.	Dr.Faustus	- rendező: Jancsó Miklós
- 1982.	Hamlet	- rendező: Esztergályos Károly
- 1982.	Vérszerződés	- rendező: Dobray György
- 1984.	Akár tetszik, akár nem	- rendező: Felvidéki Judit
- 1984.	EX	- rendező: Bohák György
- 1985.	A falu jegyzője	- rendező: Zsurzs Éva
- 1985.	Halottak gyertyafényben	- rendező: Szőnyi G. Sándor
- 1985.	Idegenek	- rendező: Mihályfy Sándor
- 1985.	Kérők	- rendező: Bohák György
- 1985.	Primadonna	- rendező: Bohák György
- 1985.	Védelemé a szó 1.	- rendező: Gaál Albert
- 1986.	Fekete kolostor	- rendező: Mihályfi Imre
- 1986.	33 névtelen levél	- rendező: Radó Gyula
- 1986.	Küldetés	- rendező: Szántó Erika
- 1986.	A labda halála	- rendező: Gát György
- 1986.	Czillei és a Hunyadiak	- rendező: Félix László
- 1986.	Nyolc évszak	- rendező: Várkonyi Gábor
- 1986.	Védelemé a szó 2.	- rendező: Gaál Albert
- 1986.	Bánk Bán - rendező: Szőnyi G. Sándor
- 1987.	Egy gazdag hölgy szeszélye - rendező: Nemere László
- 1987.	Freytag testvérek	- rendező: Nemere László
- 1987.	Földnélküli János	- rendező: Felvidéki Judit
- 1987.	Így győzünk	- rendező: Félix László
- 1987.	Margarétás dal	- rendező: Mihályfy Sándor
- 1987.	Nap lovagja	- rendező: Málnay Levente
- 1987.	Barbárok	- rendező: Havas Péter
- 1988.	Az én nevem Jimmy	- rendező: Bohák György
- 1988.	Halállista	- rendező: Radó Gyula
- 1988.	A hét akasztott	- rendező: Dömölky János
- 1988.	Gyilkosság két tételben	- rendező: Bánki Iván
- 1988.	Cim-cim	Horváth Z. Gergely
- 1988.	Látogató a végtelenből	- rendező: Mihályfi Imre
- 1988.	A völgy	- rendező: Horváth Z. Gergely
- 1988.	A törvény szövedéke	- rendező: Mihályfi Imre
- 1988.	Vitézi bál	- rendező: Horváth Z. Gergely
- 1989.	Arbat gyermekei	- rendező: Havas Péter
- 1989.	Fagylalt tölcsér nélkül - rendező: Felvidéki Judit
- 1989.	Kánon	- rendező: Hajdufy Miklós
- 1989.	A cár őrültje	- Félix László
- 1989.	Nem érsz a halálodig	- Dömölky János
- 1990.	Franka cirkusz	- rendező: Felvidéki Judit
- 1990.	A főügyész felesége	- rendező: Nemere László
- 1990.	Magyar rekviem	- rendező: Makk Károly
- 1990.	Pénzt, de sokat!	- rendező: Málnay Levente
- 1993.	Kisváros	- rendező: Várkonyi Gábor
- 1993.	Kis Romulusz	- rendező: Bacsó Péter
- 2002.	MIX	- rendező: Steven Lovy
- 2004.	Szeress most!	tv-sorozat
- 2007.	Budapest 107.	- rendező: Nemetz Alex

## Külföldi tv és filmszerepek (franciául, angolul, és olaszul)
- 1987.	Forma-1, francia-kanadai-magyar filmsorozat - rendező: Nardo Castillo
- 1987.	Labirintus, amerikai film - rendező: Jim Henson
- 1988.	A gyilkosok köztünk vannak, amerikai film - rendező: Brian Gibson
- 1989.	Max és Helen, amerikai film - rendező: Philip Saville
- 1991.	Ashenden, angol film - rendező: Christopher Morahan
- 1992.	Maigret	, angol film - rendező: Nicholas Renton
- 1992.	Pókháló, olasz film - rendezte: Alessandro Cane
- 1993.	Nagy Károly, francia film - rendező: Clive Donner
- 1993.	Royce, amerikai film - rendező: Rod Holcomb
- 1993.	Senkiföldje, olasz film - rendezte: Mario Baffico
- 1994.	Párizsi állatkert, francia film- rendező: Claude Richie
- 1994.	Broken Lullaby, kanadai film- rendező: Michael Kennedy
- 1999.	Mária, Jézus anyja, amerikai film - rendező: Kevin Connor
- 2001.	Napoleon, francia-kanadai film - rendező:Yves Simonaou
- 2002.	Sniper 2., amerikai film - rendező:Craig Baxley
- 2005.	Joy division, angol film - rendező:Reg Travis